# 中野銀郎
中野 銀郎（なかの ぎんろう、1896年11月1日 - ?）は、日本の郷土史家、柔術家である。号は剣堂。

## 経歴
1896年11月1日（明治29年）に三重県花野木村大字下之庄に生まれる。
15歳の春に眼病に罹り一年ほど半盲人同様の身となる。失明は免れたが極端な乱視となり右耳も聞こえなくなった。また後年の柔道修行の際に左耳を負傷したことにより聴力を失った。
1917年（大正6年）に帝國尚武會に入り野口潜龍軒より神道六合流を学ぶ。
帝國尚武會の神道六合流における段位は1920年5月（大正9年）に初段、1921年9月（大正10年）に二段、1923年1月（大正12年）に三段となっている。
1922年（大正11年）4月に上京し早稲田大学政治経済科に入学するが、1923年（大正12年）帰省中に関東大震災が起きる。この後早稲田大学を都合により中退する。
1924年9月（大正13年）に再び上京、10月に柔道教授及び柔道整復術試験に合格した。合格時に南米キューバ日本人會より武術師範として招聘があったが断った。1924年12月より三重県の自宅に眞武館道場を建設し柔道教授を行う傍ら中野筋骨病院を開き整骨業に従事した。
1930年4月（昭和5年）三重県上野町恵美須通に移る。
大日本武徳会武道専門学校柔道教授を務めていた稲葉太郎の門人でもあり、昭和頃に稲葉と共に接骨學會を主宰していた。接骨學會の会員は大日本武徳会関係者の他、帝國尚武會の会員が多く所属していた。
また武医公論社を主宰し、整骨関係の書籍の出版を行っていた。
大日本武徳会の柔道段位は五段であった。

## 著書
接骨、医学
- 『柔道接骨医名鑑 第1輯』（1933年、武医公論社）
- 『柔道整復骨折脱臼活法詳解』（1935年、武医公論社）
- 『接骨不問診断学』1937年、武医公論社）
- 『本伝正統整骨図譜 全』（1941年、武医公論社）
- 『患者吸収の秘密』（1935年、日本医事会編、武医公論社）
- 『接骨學會紳士録』（1936年、接骨學會）

郷土史、政党史、その他
- 『天變地妖古事奥傳』（1937年、紫雲閣出版部）
- 『新編伊賀地誌』（1939年、東方文化会）
- 『三重政党史』（1948年、三重政党史刊行会）
- 『新編伊賀地誌』（1974年、歴史図書社）